# Tocuyito
Tocuyito è una città del Venezuela situata nello Stato di Carabobo e in particolare nel comune di Libertador.